# Luma bimaculalis
Luma bimaculalis is een vlinder van de familie van de grasmotten (Crambidae), uit de onderfamilie van de Spilomelinae. De wetenschappelijke naam van deze soort is voor het eerst voorgesteld als Pelena bimaculalis door Jinshichi Shibuya in een publicatie uit 1928.
De soort komt voor in Taiwan.